# Video Warrior Laserion
Video Warrior Laserion (яп. ビデオ戦士レザリオン Бидэо Сэнси Рэдзарион, Видео-воин Лазарион) — японский аниме-сериал, выпущенный студией Toei Animation. Транслировался по телеканалу TBS TV с 4 марта 1984 года по 3 февраля 1985 года. Всего было выпущено 45 серий аниме. Сериал был дублирован на испанском и итальянском языках.

## Сюжет
Сюжет разворачивается в неопределённом будущем, Такаси Катори увлекается онлайн-играми, а позже решает создать свой виртуальный мир, чтобы заниматься разработкой собственных игр. Его игра будет осуществлять передачу данных с использованием спутника. Параллельно с помощью того же спутника было решено провести эксперимент по телепортации самолёта, летящего из Японии в Нью-Йорк, однако эксперимент проходит неудачно и по таинственным обстоятельствам самолёт, преобразованный в цифровой код, попадает в игру, а созданный Такаси меха-робот, присутствующий в игре, наоборот, материализуется.
Решив, что главной причиной таких событий является Такаси, его ловят и сажают в тюрьму. Однако позже выясняется, что за всем этим стоит злой профессор Годхайм, чья лаборатория расположена на Луне (бывшая колония с ограниченных въездом). Он занимается взломом виртуальных миров и системы правоохраны. Земное правительство разрешает Такаси пилотировать робота и защищать Землю от злых умыслов профессора, мальчику будет помогать Оливия Лоурен, отец которой был захвачен повстанцами.

## Список персонажей
- Такаси Катори (яп. 香取敬 Катори Такаси)

Главный герой истории, подросток и фанат компьютерных игр и роботов. Создаёт впервые Лазариона в компьютерной игре и значительно позже вступает в армию, чтобы защитить Землю. Осуществляет управление роботом с помощью клавиатуры и задаёт ему координаты и команды для использования оружия. Сэйю: Тору Фуруя
- Оливия Лоурен (яп. オリビア-ローレンス Орибиа Ро:рэнсу)

Лучшая подруга Такаси, родом из США, переехала жить в Японию. Её отец был захвачен лунными повстанцами. Сэйю: Кэйко Хан
- Сильвестр (яп. シルベスタ Сирубэсута)

Генерал и лидер Земной Конфедерации, является инициатором идеи, чтобы Такаси стал на своём роботе защищать Землю. Сэйю: Кэйити Нода
- Блюхайм (яп. ブルーハイム Бурухайму)

Учёный Земной Конфедерации, на которого возложена задача следить и улучшать Лазареона. Сэйю: Масая Таки
- Чарльз Деннер (яп. チャールズ-ダナー  Тярудзу Дана:)

Афроамериканец, пилотирует G1 — одного из роботов, предназначенных для защиты Земли от нападения армии повстанцев. Сэйю: Норио Вакамото
- Сахара (яп. サハラ  Сахара)

Управляет роботом G2, который также был создан для защиты Земли. Девушка с сильным характером, но добрым сердцем. Сэйю: Эйко Хисамура
- Годхайд (яп. ゴッドハイド Годдо Хайдо)

Злой ученый и лидер повстанческой армии на Луне, бывший сотрудник профессора Блюхайма. Из-за того, что не поддерживал политический строй и своих коллег, бежал на Луну, чтобы стать лидером повстанцев и командовать вторжением на Землю. Создаёт робота под названием «Чёрный Медведь», который периодически вступает в сражение с Лазарионом, но всегда терпит поражение. Сэйю: Эйдзи Каниэ